# NGC 5801
NGC 5801 ist eine Balken-Spiralgalaxie vom Hubble-Typ SBb im Sternbild Waage auf der Ekliptik. Sie ist rund 359 Millionen Lichtjahre von der Milchstraße entfernt und hat einen Durchmesser von etwa 90.000 Lichtjahren.
Das Objekt bildet gemeinsam mit NGC 5802 und NGC 5803 ein wechselwirkendes Trio.
Entdeckt wurde die Galaxie am 10. Juni 1885 von Francis Leavenworth.